# Новомиколаївське (Павлоградський район)
Но́вомиколаївське — село в Україні, у Вербківській сільській громаді Павлоградського району Дніпропетровської області. Населення за переписом 2001 року становило 62 особи.

## Географія
Село Новомиколаївське знаходиться на березі пересихаючої безіменної річечки, нижче за течією на відстані 3 км розташоване село Івано-Межиріцьке. На відстані 4 км розташоване село Поперечне.